# Kodschomkul Kaba uulu
Kodschomkul Kaba uulu (kirgisisch Кожомкул Каба уулу = Kodschomkul Sohn des Kaba; * 1888 in Kodschomkul, Kirgisistan; † 1955 ebenda) war ein in Kirgisistan hoch verehrter Ringer und Volksheld. Sein Geburtsort im Suusamyr-Tal wurde nach ihm benannt.

## Leben
Der 2,30 m große und mehr als 250 kg schwere Hüne soll von sagenhafter Stärke gewesen sein. Einer Legende zufolge blieb sein Reitpferd eines Tages bei Dauerregen erschöpft in hohem Schlamm stecken, woraufhin er es auf seine Schulter nahm und 100 m weit trug, bis es wieder selbst zu laufen in der Lage war. Auf das Grab seiner Mutter legte er einen 160 kg schweren Felsbrocken, den er aus dem Flussbett mehrere Kilometer weit herbeigetragen hatte. Er gewann zahlreiche Ringkämpfe und blieb zeitlebens unbesiegt; auch den zuvor unbesiegten Baluan Scholak aus Kasachstan bezwang er nach 23-minütigem Kampf, nachdem dieser ihn herausgefordert hatte.
Er war in den 1920er und 1930er Jahren Vorsitzender der Kolchose in seinem Heimatdorf im Suusamyr-Tal. Als er sich 1937 – während der von Stalin veranlassten „Säuberungen“ des Großen Terrors – weigerte, den Vorsitzenden der Kolchose im Nachbardorf mit einer Falschaussage beim NKWD zu belasten, wurde er zu einer einjährigen Gefängnisstrafe verurteilt, die er in einem Straflager im entlegenen Bezirk Dschumgal, Oblus Naryn, absaß. Seine Standhaftigkeit machte ihn noch beliebter.
Sein einer kirgisischen Jurte nachempfundenes steinernes Mausoleum, bei einem Erdbeben beschädigt und seitdem unter einem hölzernen Pavillondach geschützt, steht unweit südlich seines in den 1990er Jahren nach ihm benannten Heimatdorfs Kodschomkul (42° 8′ 13″ N, 74° 4′ 30″ O) im Suusamyr-Tal und ein kleines, privat betriebenes Museum, wo auch einige seiner Kleidungsstücke zu sehen sind, befindet sich im Dorf selbst.

## Ehrungen

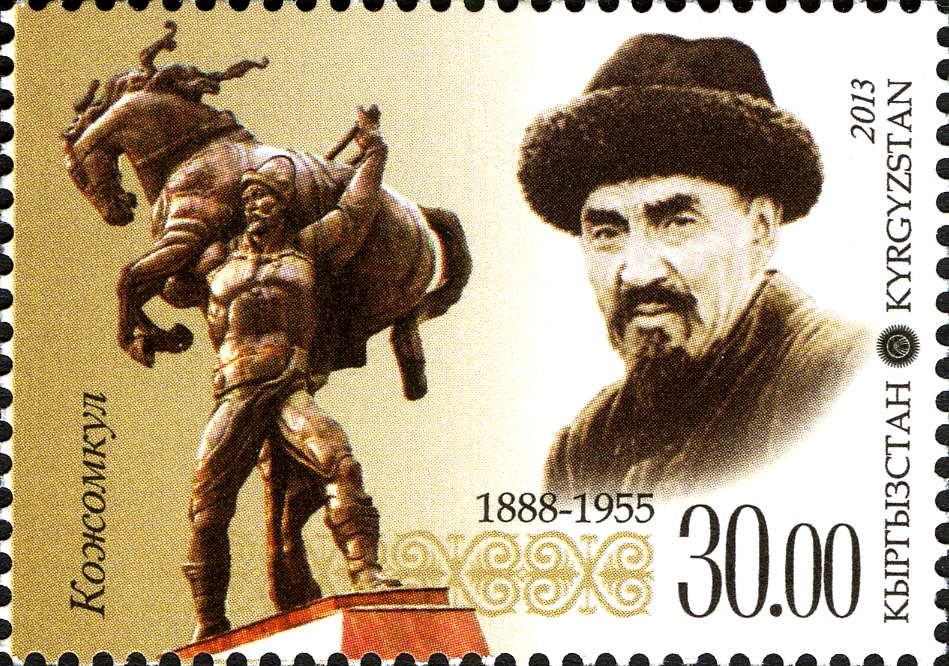
Briefmarke von 2013

Kodschomkul wird als Verkörperung kirgisischer Tugenden wie Ehrlichkeit, Unbeugsamkeit und Heimatliebe angesehen.
- Der Sportpalast in der Landeshauptstadt Bischkek ist nach ihm benannt, und vor dem Bau steht eine 2004 errichtete monumentale Skulptur (42° 52′ 42″ N, 74° 35′ 45″ O), die ihn zeigt, wie er sein Pferd auf der Schulter trägt.
- Im Jahre 2013 gab die kirgisische Post eine 30-Som-Briefmarke mit seinem Konterfei und einer Abbildung der Statue heraus.
- Im Januar 2018 gab das kirgisische Ministerium für Kultur, Information und Tourismus bekannt, dass ein Film über das Leben des Volkshelden produziert werden solle.[2]
- Am 30. Juni 2019 fand im Suusamyr-Tal bei seinem Geburtsort unter Teilnahme des Staatspräsidenten Sooronbai Dscheenbekow eine große Feier zur 130. Wiederkehr seiner Geburt statt, wobei auch Wettkämpfe im Ringen, Felsenanheben und Pferdeheben ausgetragen wurden.[3]
- Er ist Träger des Ordens des Roten Banners der Arbeit